# Neofusicoccum viticlavatum
Neofusicoccum viticlavatum är en svampart som först beskrevs av Van Niekerk & Crous, och fick sitt nu gällande namn av Crous, Slippers & A.J.L. Phillips 2006. Neofusicoccum viticlavatum ingår i släktet Neofusicoccum och familjen Botryosphaeriaceae.   Inga underarter finns listade i Catalogue of Life.